# Rho Aquarii
Rho Aquarii (ρ Aquarii, förkortat Rho Aqr, ρ Aqr) som är stjärnans Bayerbeteckning, är en dubbelstjärna belägen i den mellersta delen av stjärnbilden Vattumannen. Den har en skenbar magnitud på 5,34 och är synlig för blotta ögat där ljusföroreningar ej förekommer. Baserat på parallaxmätning inom Hipparcosuppdraget på ca 3,7 mas, beräknas den befinna sig på ett avstånd på ca 880 ljusår (ca 270 parsek) från solen.

## Egenskaper
Primärstjärnan Rho Aquarii A är en blå till vit jättestjärna av spektralklass B8 IIIp Mn: Hg:, och är en kvicksilver-mangan-stjärna, som visar en överskott av dessa element i dess spektrum. Den har en massa som är ca 5 gånger större än solens massa, en radie som är ca 6,9 gånger större än solens och utsänder från dess fotosfär ca 1 000 gånger mera energi än solen vid en effektiv temperatur av ca 12 600 K.
Rho Aquarii är en enkelsidig spektroskopisk dubbelstjärna, med en följeslagare som noterats genom dopplerskiftningar i spektret för konstellationen. Följeslagaren kan vara en variabel stjärna.